# Plongeon de haut vol

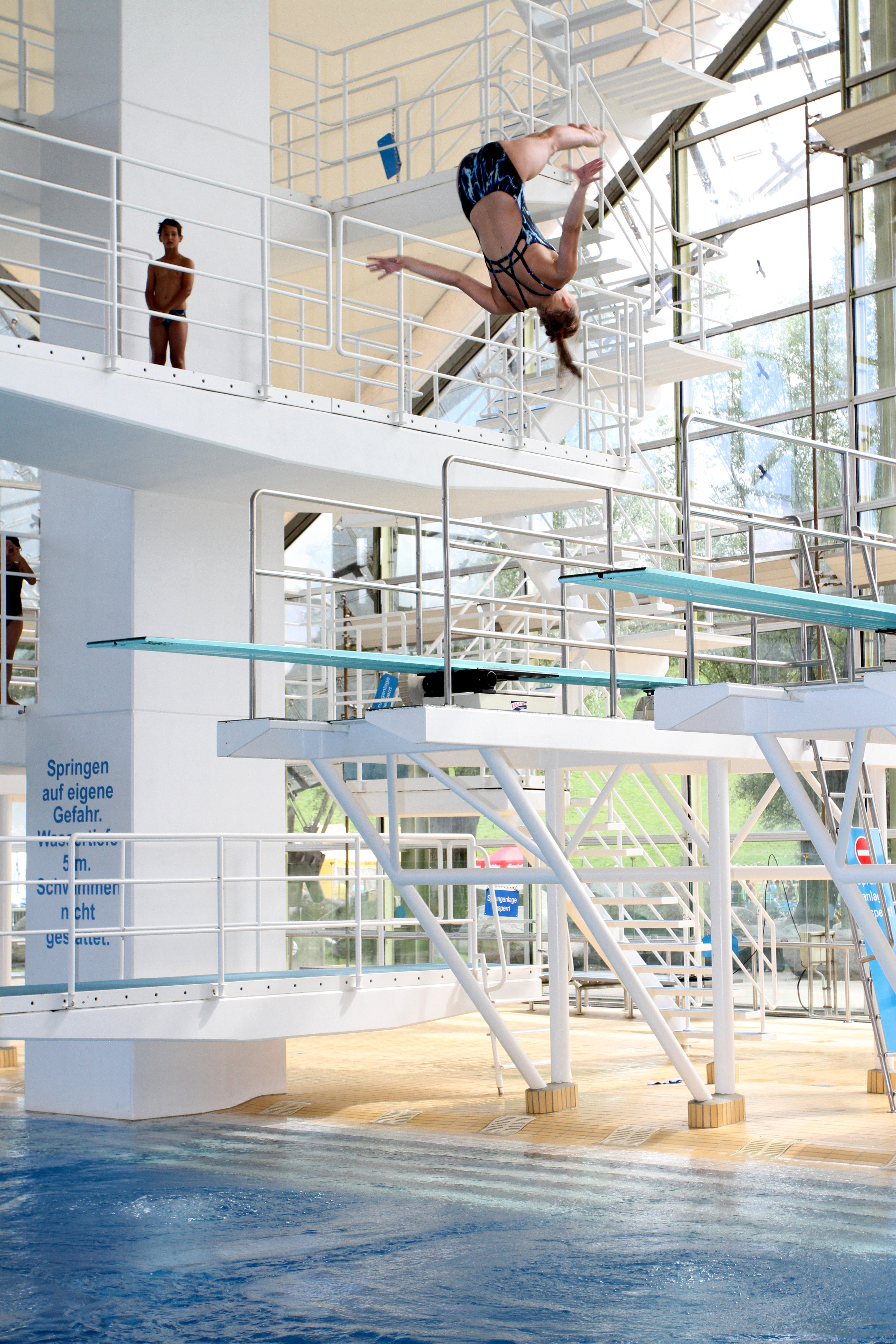
Plongeon de haut vol dans la piscine olympique de Munich en 2012

Le plongeon de haut vol consiste à effectuer des figures depuis une plateforme située entre 23 et 28 mètres de haut pour les hommes et 18 et 23 mètres pour les femmes. En 2013, ce sport a été officiellement reconnu comme une discipline à part entière par la Fédération internationale de natation et pour la première fois fut inscrite comme épreuves aux Championnats du monde de natation 2013 à Barcelone.

## Histoire
Les compétitions se déroulaient généralement dans des carrières ou des lacs de montagne disposant d'une profondeur et d'un abrupt suffisant, mais comme mentionné[Où ?] le plongeur s'élance d'une plateforme et non de la falaise elle-même.
Il est également pratiqué par des anciens compétiteurs de plongeon « olympique ».
L'entrée dans l'eau qui peut se faire à plus de 85 km/h rend dangereuse une entrée dans l'eau non verticale. Peu se risquent à entrer dans l'eau par la tête, à cause de l'importance de l'impact.

## Records de hauteur
Hommes
| Date              | Lieu                               | Plongeur            | Hauteur | Vidéo | Commentaires                                  |
| ----------------- | ---------------------------------- | ------------------- | ------- | ----- | --------------------------------------------- |
| 1983              | San Diego, États-Unis              | Dana Kunze (en)     | 52,4 m  | [ 2 ] |                                               |
| 7 avril 1985      | Ocean Park Hong Kong               | Randy Dickison (en) | 53,2 m  | [ 3 ] | Multiples fractures de la jambe gauche        |
| 30 août 1987      | Villers-le-Lac, France             | Olivier Favre (de)  | 53,9 m  | [ 4 ] | Blessure au dos                               |
| 27 septembre 1997 | Pont de Žďákov, République tchèque | Rudolf Bok          | 58,28 m | [ 5 ] | Multiples fractures aux vertèbres thoraciques |
| 4 août 2015       | Maggia, Suisse                     | Laso Schaller (en)  | 58,8 m  | [ 6 ] | Déchirure d'un ligament d'un genou            |

Femmes
| Date         | Lieu                 | Plongeuse   | Hauteur | Vidéo | Commentaires |
| ------------ | -------------------- | ----------- | ------- | ----- | ------------ |
| 1982         | Rome, Italie         | Debi Boccia | 33,3 m  |       |              |
| 7 avril 1985 | Ocean Park Hong Kong | Lucy Wardle | 36,8 m  | [ 3 ] |              |

## Compétitions organisées par Red Bull

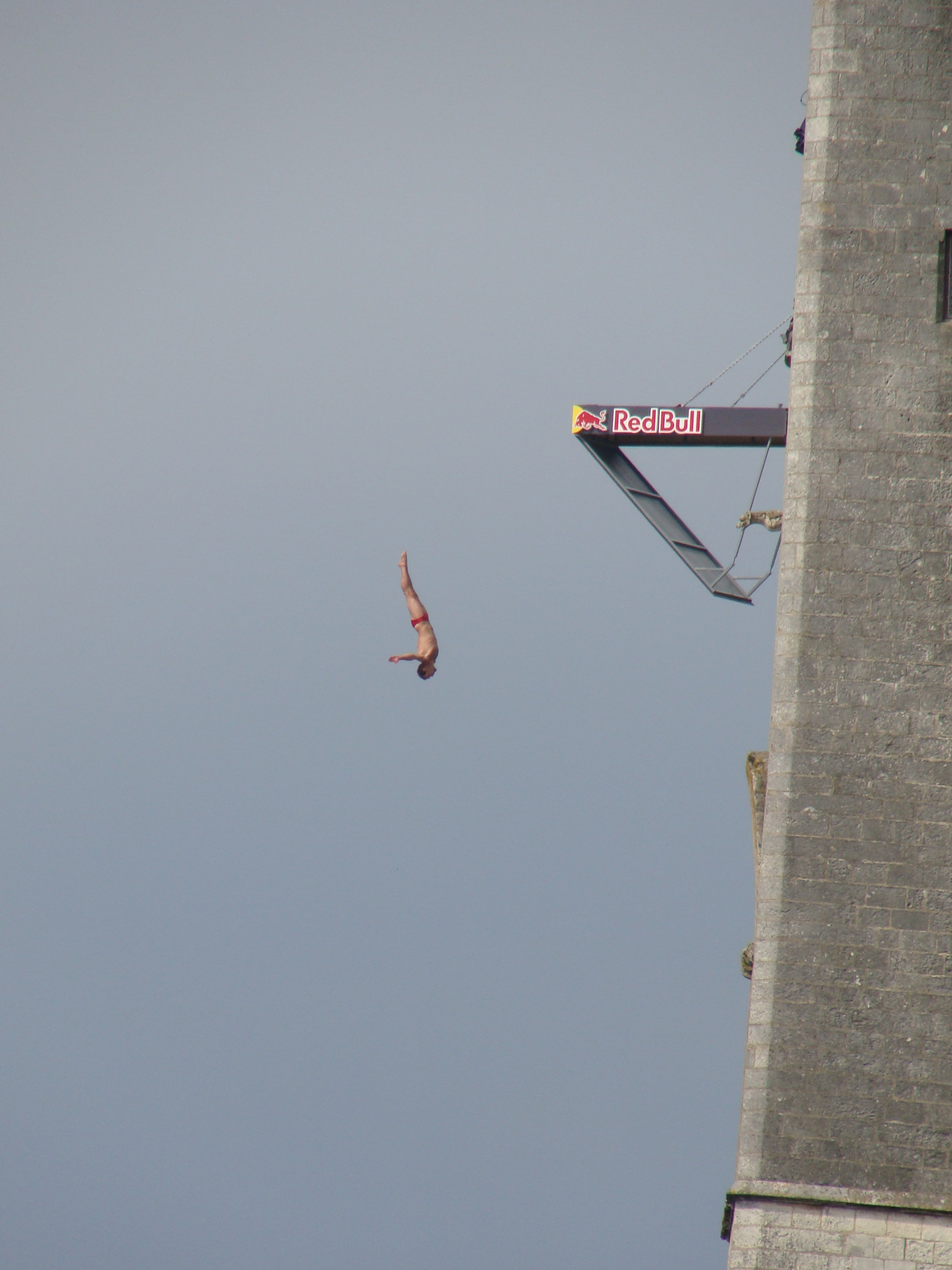
Red Bull Cliff Diving 2010 : saut depuis la Tour Saint-Nicolas dans le port de La Rochelle.

En 2009, la marque de boissons énergisante Red Bull a organisé un circuit mondial : le Red Bull Cliff Diving. En 2013, il comprenait 8 étapes de mai à octobre avec des sauts d'une hauteur minimale de 25 mètres. La visibilité de cette compétition (certains sauts se déroulent dans des ports de ville comme celui de La Rochelle depuis la  tour Saint-Nicolas), les normes et dispositifs de sécurité (une équipe médicale, des plongeurs avec bouteille autour de la zone de réception...) et les règles établies (par exemple interdiction de rentrer dans l'eau la tête la première, obligation de présenter ses figures au jury avant le saut) pour sécuriser ce sport ont poussé la fédération internationale de natation à l'accepter comme discipline à part entière.

## Épreuves officielles du championnat du monde
En 2013, le plongeon de haut vol a fait son entrée pour la première fois aux championnats du monde de natation à Barcelone. La FINA, la fédération internationale de natation, le reconnait comme une discipline à part entière, distincte du plongeon avec une épreuve masculine (plate-forme à 27 mètres) et une épreuve féminine (plate-forme à 20 mètres). Le Colombien Orlando Duque et l'Américaine Cesilie Carlton sont les premiers champions du monde FINA de la discipline.